# واين بيرنت
واين بيرنت (بالإنجليزية: Wayne Burnett)‏ هو مدرب كرة قدم ولاعب كرة قدم بريطاني، ولد في 4 سبتمبر 1971 في لامبث ‏ في المملكة المتحدة. لعب مع بلاكبيرن روفرز وبولتون واندررز وغريمسبي تاون ونادي بليموث أرجايل ونادي بيتربورو يونايتد ونادي ليتون أورينت ونادي وكينغ وهدرسفيلد تاون.

## وصلات خارجية
- واين بيرنت على موقع قاعدة بيانات كرة القدم.إي يو (الإنجليزية)
- واين بيرنت على موقع Soccerbase.com (لاعب) (الإنجليزية)
- واين بيرنت على موقع عالم كرة القدم.نت (الإنجليزية)